# Langzhong

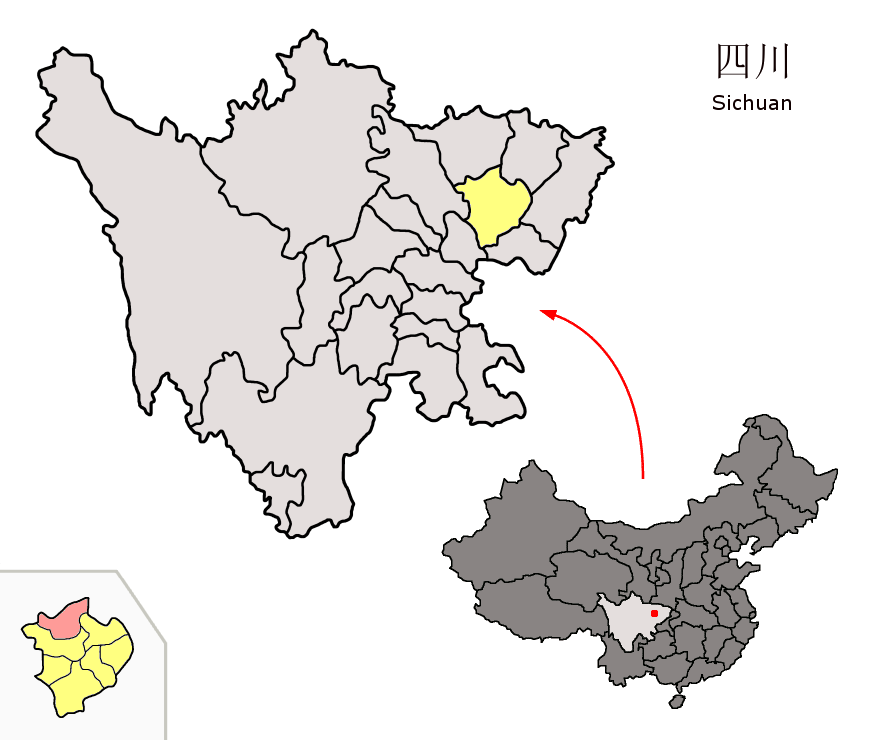
Lage der kreisfreien Stadt Langzhong (rosa) in der bezirksfreien Stadt Nanchong (gelb).

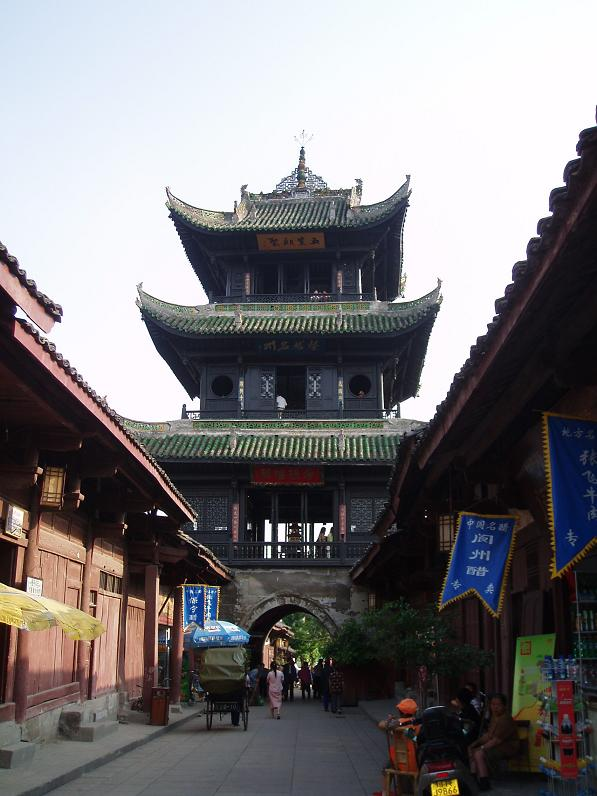
Huaguang-Turm.

Die kreisfreie Stadt Langzhong (阆中市,  Lángzhōng Shì) gehört zum Verwaltungsgebiet der bezirksfreien Stadt Nanchong im Nordosten der südwestchinesischen Provinz Sichuan. Sie hat eine Fläche von 1.877 Quadratkilometern und zählt 622.667 Einwohner (Stand: Zensus 2020).
Der im Stadtgebiet gelegene Ahnentempel des Zhang Fei (张桓侯祠, Zhāng Huánhóu cí), der Yong'an-Tempel von Langzhong (阆中永安寺, Lángzhōng Yǒng'ān sì) und der Wenchang-Pavillon des Wulong-Tempels (五龙庙文昌阁, Wǔlóng miào Wénchāng gé) stehen auf der Liste der Denkmäler der Volksrepublik China.

## Administrative Gliederung
Auf Gemeindeebene setzt sich die kreisfreie Stadt aus vier Straßenvierteln, 25 Großgemeinden und 21 Gemeinden (davon eine der Hui) zusammen.

## Persönlichkeiten
- Harold Cassels (1898–1975), britischer Hockeyspieler
- Wang Na (* 1984), Synchronschwimmerin